# Zylinderbank
Die Zylinderbank ist Teil eines Hubkolben-Verbrennungsmotors. Sie besteht aus zwei oder mehr Zylindern (mit Kühlrippen oder Wassermantel), dem Zylinderkopf sowie bei Viertaktmotoren auch Teilen der Ventilsteuerung. Außer bei H- und U-Motoren wirken Kolben und Pleuel aller Zylinderbänke auf eine gemeinsame Kurbelwelle.
Keine Zylinderbänke besitzen Einzylindermotoren, ferner Stern- und Mehrfachsternmotoren, bei denen die Zylinder einzeln kreisförmig um die Kurbelwelle herum liegen, sowie insbesondere V- und Boxermotoren mit nur zwei Zylindern.

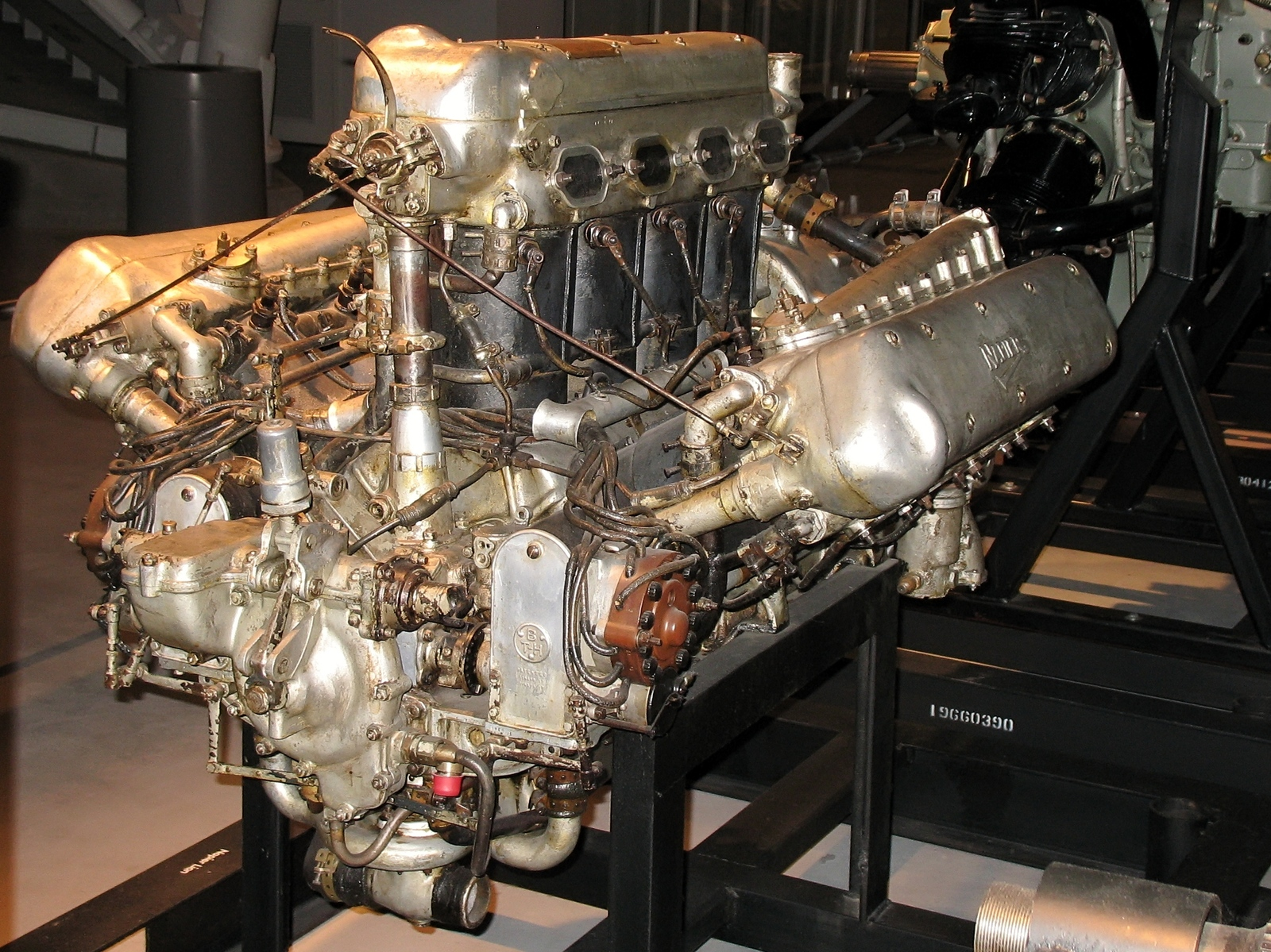
Ein Zwölfzylinder-Flugmotor Napier Lion II mit etwa 24 Liter Hubraum von 1919. Die um die Kurbelwelle angeordneten drei Zylinderbänke mit jeweils vier Zylindern sind gut erkennbar.

## Zylinderbänke in verschiedenen Bauformen von Motoren

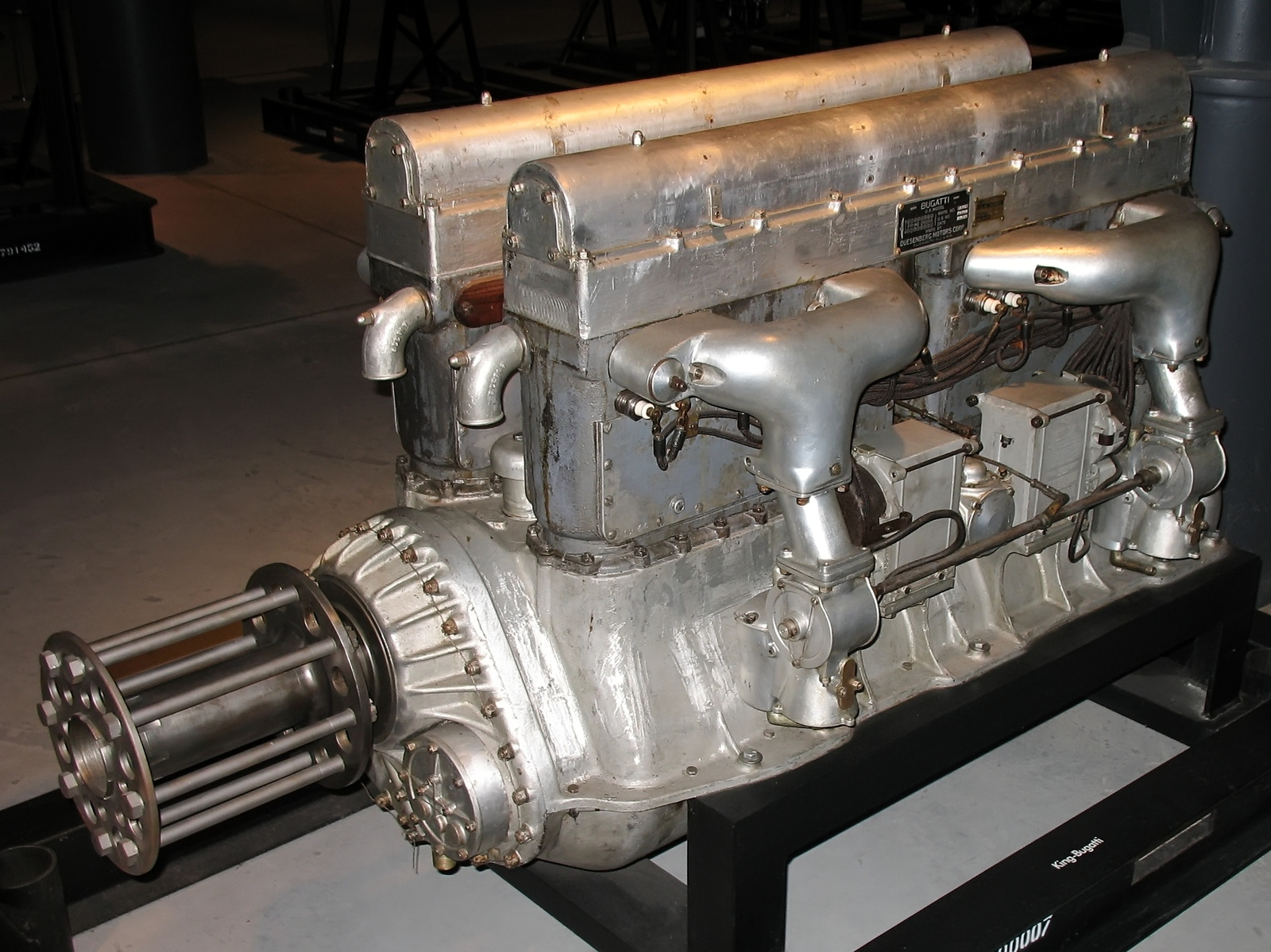
Ein Flugmotor King-Bugatti U16 mit rund 24 Liter Hubraum, 1919 in Kleinserie gebaut: Eine seltene U-Motor-Konstruktion mit zwei parallelen Zylinderbänken, deren Kolben und Pleuel auf zwei miteinander gekoppelte Kurbelwellen wirken. Die beiden Achtzylinder-Bänke bestehen aus je zwei Blöcken zu vier Zylindern mit einem gemeinsamen Zylinderkopf je Bank.

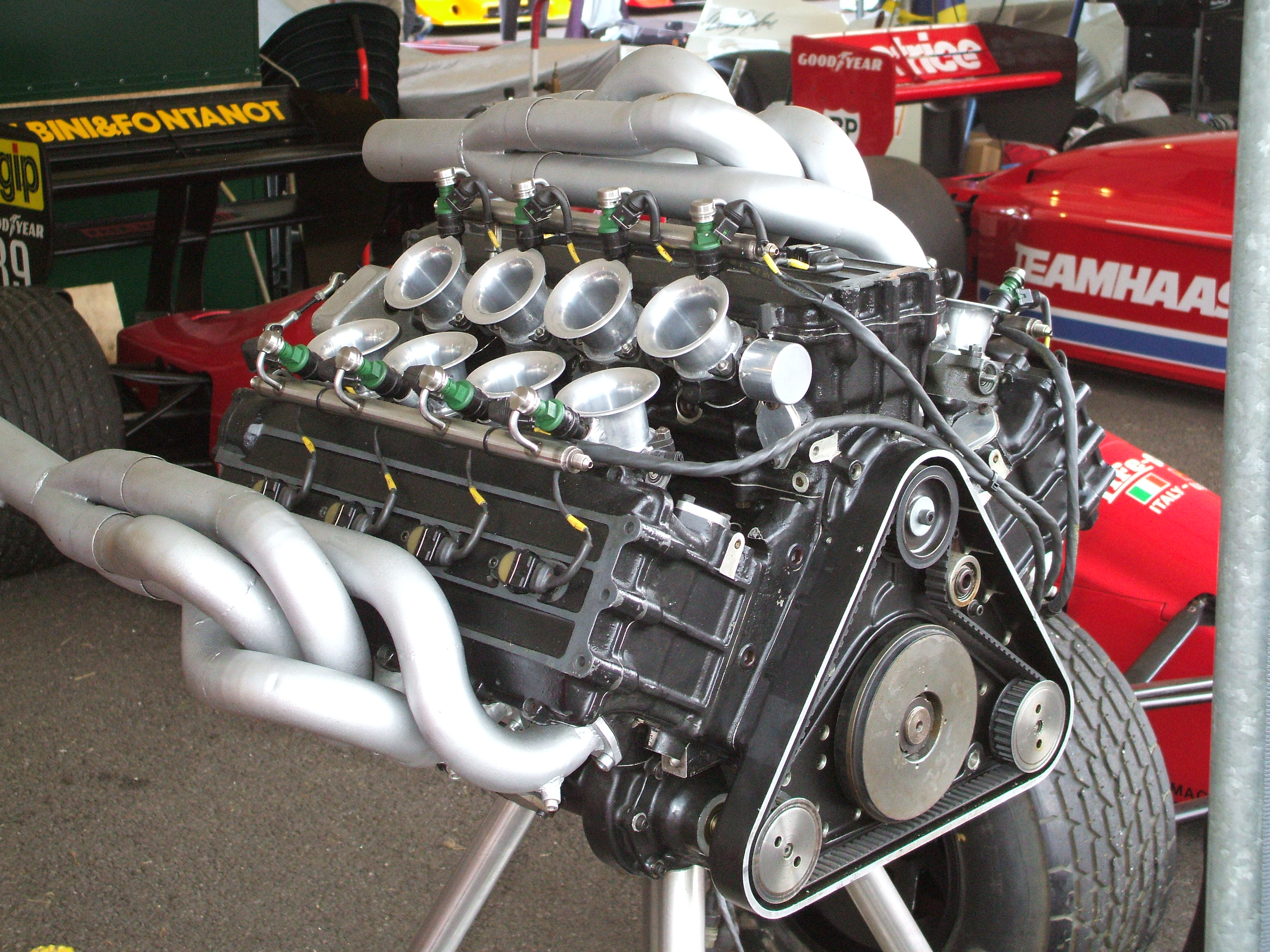
Ein W12-Motor mit drei Zylinderbänken mit jeweils vier Zylindern. Der ehemalige Ferrari-Ingenieur Franco Rocchi entwarf dieses 3,5-Liter-Triebwerk, das von dem Formel-1-Team Life Racing in der Saison 1990 eingesetzt wurde.

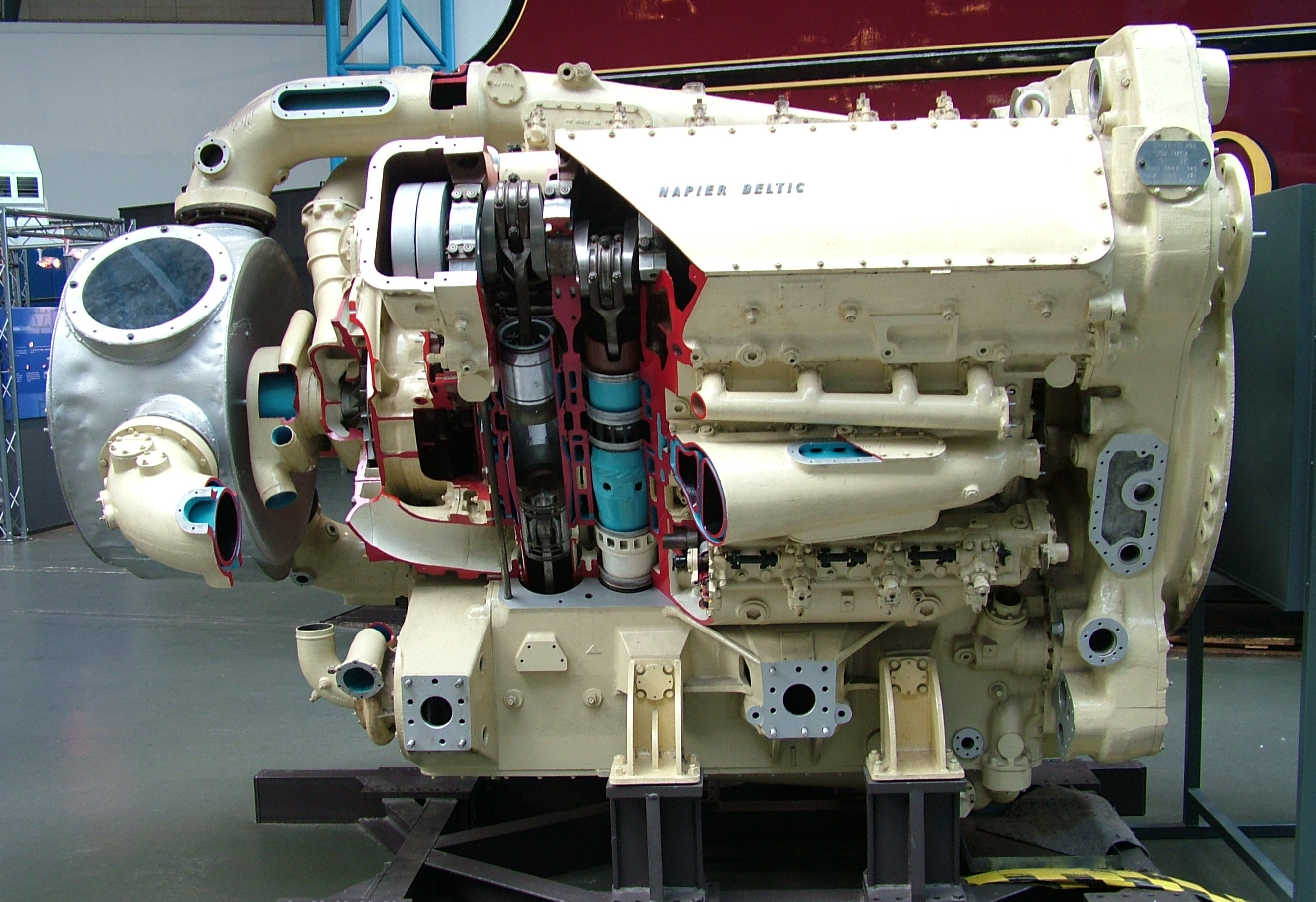
Ein Napier-Deltic-Motor mit rund 88 Liter Hubraum, eingesetzt ab 1952 unter anderem als Zweitakt-Dieselmotor für Schnellboote und in dem dieselelektrischen Antrieb von Lokomotiven (BR-Klasse 55). Der Gegenkolbenmotor mit drei Kurbelwellen besitzt drei deltaförmig angeordnete Zylinderbänke mit je sechs Zylindern und insgesamt 36 Kolben.

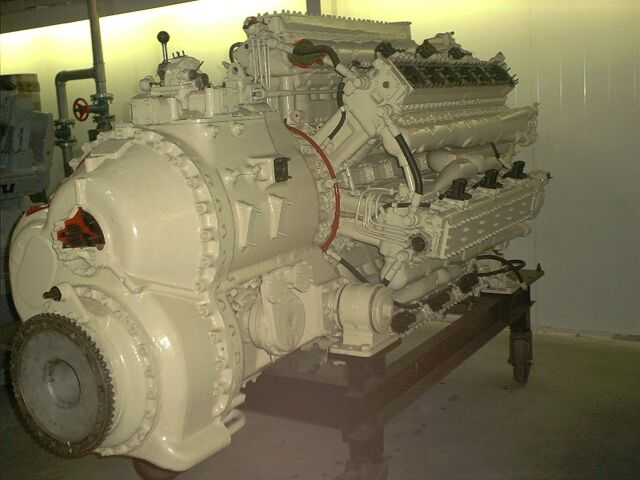
Ein Swesda-M503-Reihenstern-Triebwerk mit sieben wassergekühlten Zylinderbänken mit jeweils sechs Zylindern. Der russische Schiffsdieselmotor für Schnellboote aus den 1970er Jahren war mit 42 Zylindern und insgesamt rund 144 Liter Hubraum einer der aufwendigsten Hubkolben-Verbrennungsmotoren der Geschichte.

Die Anzahl der Zylinderbänke und ihre Lage zueinander bestimmen die Bauform eines Hubkolben-Verbrennungsmotors.

### Reihenmotor
Die heute üblichen Reihenmotoren besitzen nur eine Zylinderbank. Bei Automobilen und Motorrädern werden maximal sechs Zylinder in einer Zylinderbank zusammengefasst. Bis in die 1950er Jahre waren bei Personenwagen noch Achtzylinder-Reihenmotoren gebräuchlich; sie sind jedoch sehr lang und die Kurbelwelle neigt mit zunehmenden Drehzahlen zu unerwünschten Verwindungen und Schwingungen. Bei langsamer laufenden Schiffsdieselmotoren sind Reihenmotoren mit bis zu 14 Zylindern in einer Bank verwirklicht worden (beispielsweise der Wärtsilä RT-flex96C).
Eine Besonderheit sind Reihenmotoren mit mehreren, hintereinander in Reihe gekoppelten Zylinderbänken. Sie waren in den Anfängen der Motorisierung und später noch im Motorsport gebräuchlich. Zwei Beispiele mit Mittelabtrieb, also einem Kraftabtrieb mittig zwischen zwei in Reihe gekoppelten Bänken, sind die Rennsportfahrzeuge Mercedes-Benz W 196 (1954/’55) sowie Bugatti Type 251 (1955).

### Boxer- und V-Motor
Motoren mit mehr als einer Zylinderbank gibt es in unterschiedlicher Ausführung und sind im Fahrzeugbau ebenfalls häufig anzutreffen. Sind zwei Bänke winklig zueinander angeordnet, handelt es sich um einen V-Motor.
Bei Triebwerken mit zwei Zylinderbänken, einem Bankwinkel von 180° und einer mittigen Kurbelwelle ist zu unterscheiden: Um einen (echten) Boxermotor handelt es sich nur dann, wenn die Pleuel zweier gegenüberliegender Zylinder auf zwei um 180° versetzte Hubzapfen wirken. Die beiden Kolben bewegen sich gegenläufig und befinden sich spiegelverkehrt stets in derselben Position, also beispielsweise beide im oberen Totpunkt.
Bei einem 180°-V-Motor greifen hingegen jeweils zwei Pleuel an demselben Hubzapfen an und bewegen sich synchron. Es befindet sich also jeweils ein Kolben in der „Aufwärtsbewegung“ (z. B. im Verdichtungstakt), der andere in der „Abwärtsbewegung“ (z. B. im Arbeitstakt). Da sich die Trägheitskräfte (Massenkräfte) des einzelnen Zylinderpaares im Gegensatz zum Boxermotor nicht ausgleichen, ist diese Bauart nur bei mehreren Zylinderpaaren sinnvoll.

### U-Motor
Seltene Sonderformen mit zwei Zylinderbänken stellen die U-Motoren dar (Doppel-Reihenmotoren mit zwei parallel nebeneinander positionierten Bänken und zwei Kurbelwellen). Auch sie waren – ähnlich den in Reihe gekoppelten Motoren – in den Anfängen der Motorisierung und später noch im Motorsport gelegentlich gebräuchlich. Beispiele für Automobile mit zwei Zylinderbänken in U-Formation sind der britische Duplex 10 hp von 1919/’20 sowie die Bugatti-Modelle Type 45 und 47 ab Ende der 1920er Jahre.

### W-, X-, Y-, H- sowie Reihenstern- und Reihendeltamotor
Mit drei oder mehr Zylinderbänken lassen sich unterschiedlichste Verbrennungsmotoren zusammenstellen, die jedoch im Fahrzeugbau heute selten sind; realisiert wurden Hubkolbenmotoren mit bis zu 56 Zylindern.
Mit drei Zylinderbänken sind W-, Y-, 120°-Reihenstern- (Sternreihenmotoren) sowie Reihendeltamotoren (Dreiwellen-Gegenkolbenmotoren) wie der Napier Deltic möglich. Beispiele für Automobilmotoren mit drei Zylinderbänken sind der Formel-1-Rennwagen von Life Racing aus der Saison 1990, ferner der von Guy Nègre 1989 für Testfahrten umgebaute Formel-1-Rennwagen AGS JH22, jeweils mit eigenständigen 60°-W-Motoren und 12-Zylindern.
Mit vier Zylinderbänken entlang einer zentralen Kurbelwelle sind W-(als Doppel-V-), X- und 90°-Reihensternmotoren sowie mit zwei Kurbelwellen H-Motoren möglich, die in der heutigen Praxis jedoch sehr selten sind. Beispiele hierfür sind der Flugmotor Clerget X-16 des französischen Unternehmens Clerget-Blin, ein 90°-Reihensternmotor mit 16 Zylindern von 1911, der Bugatti Veyron 16.4 mit 16-Zylinder-W-Motor (genauer: ein V-VR-Motor) ab 2005 sowie der Formel-1-Rennwagen BRM P83 mit 16-Zylinder-H-Motor ab 1966.
Gelegentlich wurden in der Geschichte des Motorenbaus, vor allem für Schiffe und Panzer, auch Reihensternmotoren mit fünf und mehr Zylinderbänken verwirklicht. So hatte der Panzer M4A4 Sherman einen 30-Zylinder-„Multibank“-Motor von Chrysler. Die Konstruktion mit 20,6 Liter Hubraum und einer Leistung von 425 PS (312 kW)bestand aus fünf Bänken zu je sechs Zylindern. Extrembeispiel ist der Schiffsdieselmotor Swesda M520, ein Reihensternmotor mit 56 Zylindern, die auf sieben Zylinderbänke zu jeweils acht Zylindern um eine Kurbelwelle aufgeteilt sind.

## Das Verhältnis Zylinderbank / Zylinderblock

### Häufiger Fall: Eine Bank, ein Block
Fertigungstechnisch korrespondiert eine Zylinderbank häufig, jedoch nicht notwendig mit einem einteilig hergestellten Zylinderblock, der auch Zylindergehäuse, (Zylinder-)Kurbelgehäuse (ZKG) oder Motorblock genannt wird. In der älteren Literatur finden sich häufig die Bezeichnungen Blockmotor oder Monobloc(k) für Triebwerke, bei denen zwei oder mehr Zylinder in einem Block zusammen gegossen sind. Etwa ab 1910 verstand man es, die Zylinder gemeinsam als eine Zylinderbank zu gießen.

### Andere Formen

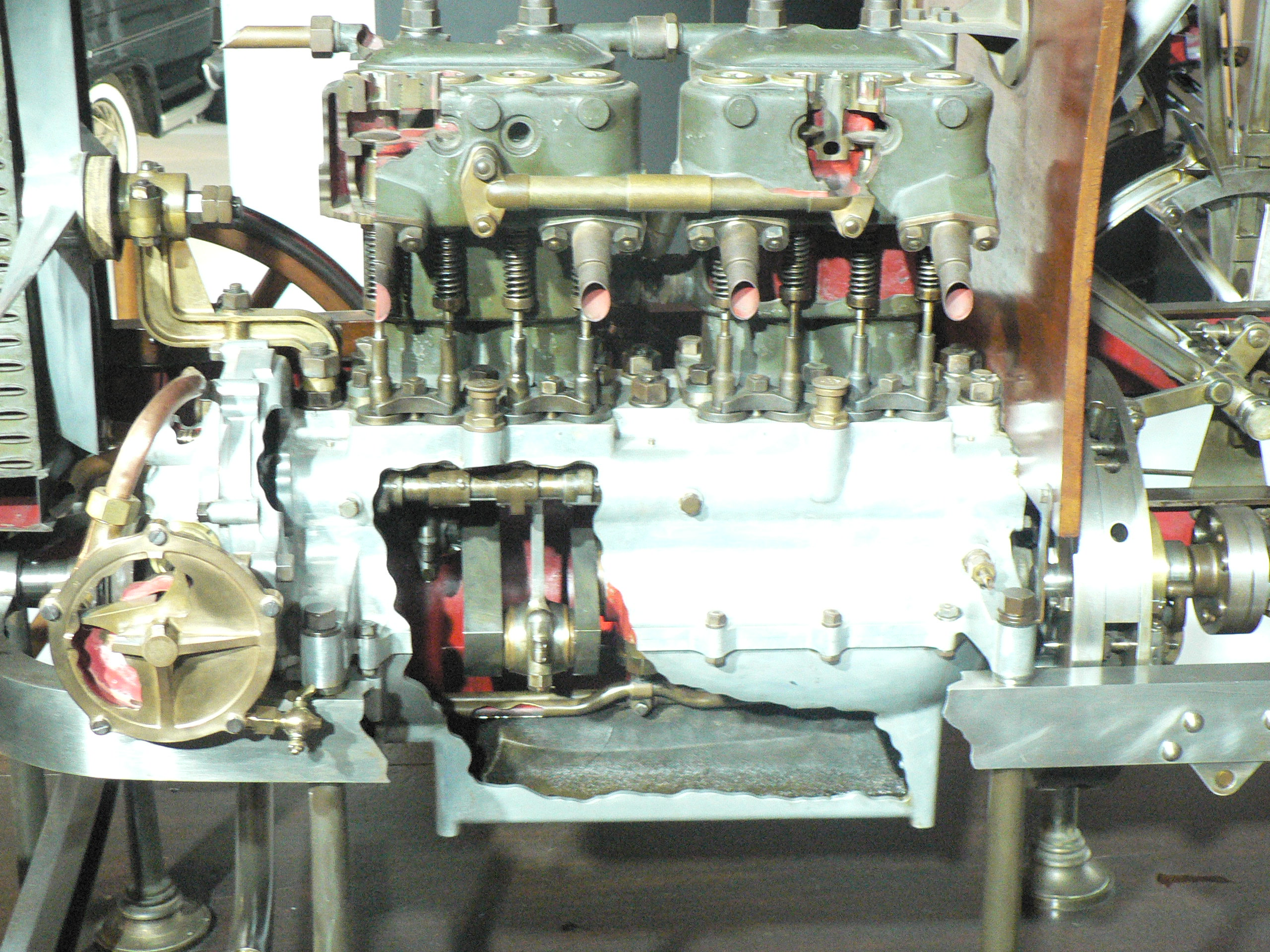
De-Dion-Bouton-Reihenmotor von 1908 in teilweise aufgeschnittener Form. Der Schnitt lässt erkennen, dass jeweils zwei Zylinder paarweise zu zwei Blöcken zusammengefasst sind, die funktional eine Vierzylinderbank bilden.

Mit modernen Fertigungstechniken und Gussmaterialien ist es möglich sowie aus Stabilitäts-, Gewichts- und Abdichtungsgründen mitunter vorteilhaft, die komplexe Form eines V-Motors mit seinen zwei Zylinderbänken in nur einem Teil zu gießen. Die beiden Zylinderbänke sind in diesem Fall durch das (obere) Kurbelgehäuse zu einer Einheit miteinander verbunden. Bei den VR-Motoren mit ihren kleinen Zylinderbankwinkeln gehören die Verbindung von zwei Zylinderbänken zu einem Zylinderblock und die Nutzung eines gemeinsamen Zylinderkopfes zu den typischen Konstruktionsmerkmalen.
Umgekehrt kann eine Zylinderbank, insbesondere bei Verwendung von Zylinderlaufbuchsen, aus mehrteiligen Zylindergehäusen gefertigt werden.
In den Anfängen des Motorenbaus, bevor sich der Blockmotor durchgesetzt hat, war es allgemein und später noch bei luftgekühlten Motoren üblich, die Zylinder einzeln auf das Kurbelgehäuse aufzusetzen. Hintereinander in Reihe stehend ergaben sie eine Zylinderbank mit mehreren Zylindern. In einer Zwischenphase zu Beginn des 20. Jahrhunderts war es üblich, Zylinder paarweise zu fertigen und zu einer längeren Zylinderbank mit vier oder sechs Zylindern zusammenzufügen.

## Die Unterscheidung und Bezeichnung mehrerer Zylinderbänke
Bei Hubkolben-Verbrennungsmotoren mit zwei und mehr Zylinderbänken ist es notwendig, bei der Entwicklung, gegebenenfalls auch der Fertigung und schließlich der Steuerung und Wartung die Zylinderbänke zu unterscheiden. Jedoch hat sich keine einheitliche Bezeichnungsweise durchgesetzt. Vielfach werden die Bänke von 1 an aufsteigend durchnummeriert oder mit lateinischen Großbuchstaben der Reihe nach, beginnend mit A bezeichnet. Mitunter wird nur zwischen rechter und linker Bank, gegebenenfalls auch mittlerer beziehungsweise oberer und unterer Bank unterschieden.
Als Zylinderbank 1 beziehungsweise A eines Motors wird regelmäßig die Bank bezeichnet, in der sich der Zylinder 1 befindet. Welcher Zylinder die Ziffer 1 erhält, ist jedoch wiederum nicht einheitlich definiert. Für den Kraftfahrzeugbereich orientieren sich deutsche Hersteller regelmäßig an der DIN 73021. Hiernach erhält der Zylinder die Ziffer 1, der vom Betrachter aus vorne links liegt; dabei hat der Blick von dem Motor-Ende aus zu erfolgen, an dem nicht (!) die Kraftabgabe/das Schwungrad ist. Motorenhersteller aus anderen Ländern sowie deutsche Unternehmen, die Triebwerke für eine allgemeine Verwendung oder als Schiffsmotor herstellen, orientieren sich hingegen häufig an der ISO 1204, 1205. Dies führt zu umgekehrten Ergebnissen: Zwar erhält wiederum der Zylinder die Ziffer 1, der vom Betrachter aus vorne links liegt; hier erfolgt der Blick jedoch von dem Motor-Ende aus, an dem die Kraft abgegeben wird.
Nach beiden Normen erhalten die in derselben Bank dahinter liegenden Zylinder die folgenden Ziffern. Fortgefahren wird – wiederum vom Betrachter aus vorne beginnend – mit den Zylindern derjenigen Bank, die im Uhrzeigersinn um die Kurbelwelle folgt. Ausnahmen bilden einzig die VR-Motoren, die bei der Zylinderfolge trotz zweier Zylinderbänke wie ein Reihenmotor behandelt werden, sowie die V-VR-Motoren mit vier Zylinderbänken, deren Zylinder wie bei einem herkömmlichen V-Motor mit zwei Bänken gezählt werden. Begründet werden diese Ausnahmen damit, dass bei dem VR-Zylinderblock typischerweise wegen des prinzipbedingt kleinen Zylinderbankwinkels die Pleuel jedes Zylinders im Interesse eines runden Motorlaufs – wie bei einem Reihenmotor – auf einem eigenen Hubzapfen angelenkt sind und für beide Zylinderbänke nur ein gemeinsamer Zylinderkopf besteht. Vereinzelt werden die beiden Zylinderbänke eines VR-Motors daher auch als einzelne (VR-)Zylinderbank bezeichnet.
Die Frage, wie die Zylinderbänke bezeichnet sind, ist also vom Einzelfall abhängig, insbesondere davon, ob sich der Hersteller an die DIN- oder umgekehrt an die ISO-Empfehlung hält. Unzutreffend ist hingegen die landläufige Auffassung, die Bezeichnung bestimme sich pauschal anhand der Fahrtrichtung beziehungsweise vom Fahrersitz aus.
Teilweise nutzen Fachbücher im Detail abweichende Maßgaben. Die Wahl der linken Bank wird mitunter damit begründet, dass sie „üblicherweise“ (durch den Zylinderbankversatz) „zum Betrachter hin versetzt“ sei.

## Die Bedeutung der Zylinderbank bei dem Entwurf, der Entwicklung, dem Bau, der Steuerung und der Wartung eines Motors

### Die Zylinderbank als konstruktive Grundlage

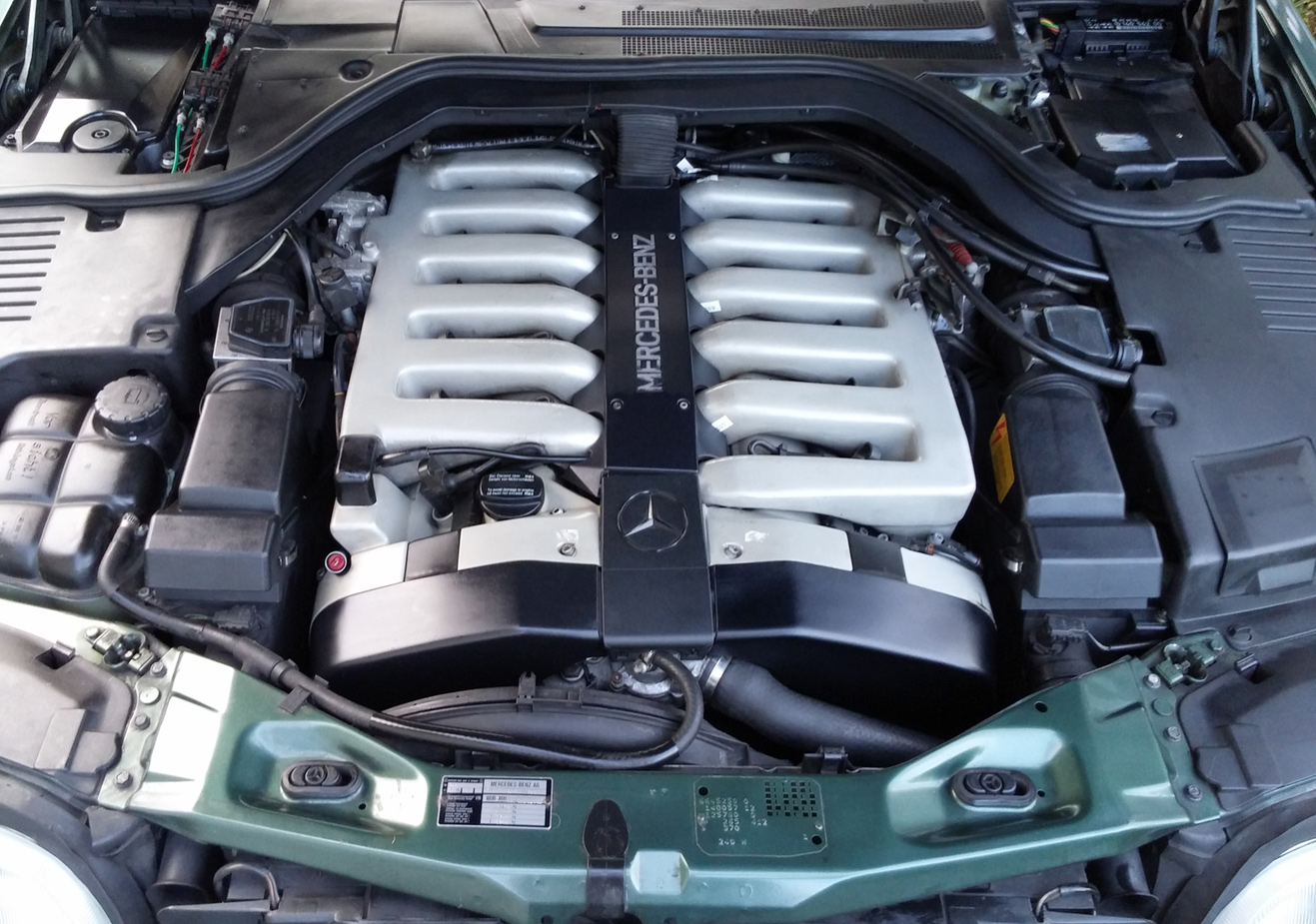
Der V12-Motor Typ M 120 von Mercedes-Benz aus dem Jahr 1991, eine Ableitung des Sechszylinder-Reihenmotors M 104 von 1989.

Vielfach wurden und werden Hubkolben-Verbrennungsmotoren als Motorfamilien modular entworfen, entwickelt und gebaut. Die Zylinderbank eines Reihenmotors kann dabei auf einem neuen Kurbelgehäuse mit einer zweiten gleichartigen Zylinderbank zu einem V-Motor, mit einer dritten gleichartigen Zylinderbank zu einem W-Motor kombiniert werden. Dabei besteht konstruktiv die Möglichkeit, die weitere Zylinderbank (und die Kolben) in dieselbe Richtung auszurichten (sogenannter Einbau auf „Umschlag“) oder um 180° um die Zylinderlängsachse gedreht. Das damit verwirklichte Gleichteileprinzip spart vielfach Zeit und Kosten. So ist der V12-Zylinder-Motor Typ M 120 von Mercedes-Benz aus dem Jahr 1991 eine Ableitung des Sechszylinder-Reihenmotors Typ M 104 von 1989.
Ähnlich verhält es sich, wenn beispielsweise die Zylinderbank eines Vierzylinderreihenmotors zu einem Reihenfünf- oder -sechszylinder verlängert oder umgekehrt zu einem Reihendrei- oder -zweizylinder verkürzt wird. Geläufig ist auch, V-Motoren mit vier, sechs, acht, zehn oder zwölf Zylindern untereinander abzuleiten.

### Die Zylinderbank als funktionale Einheit

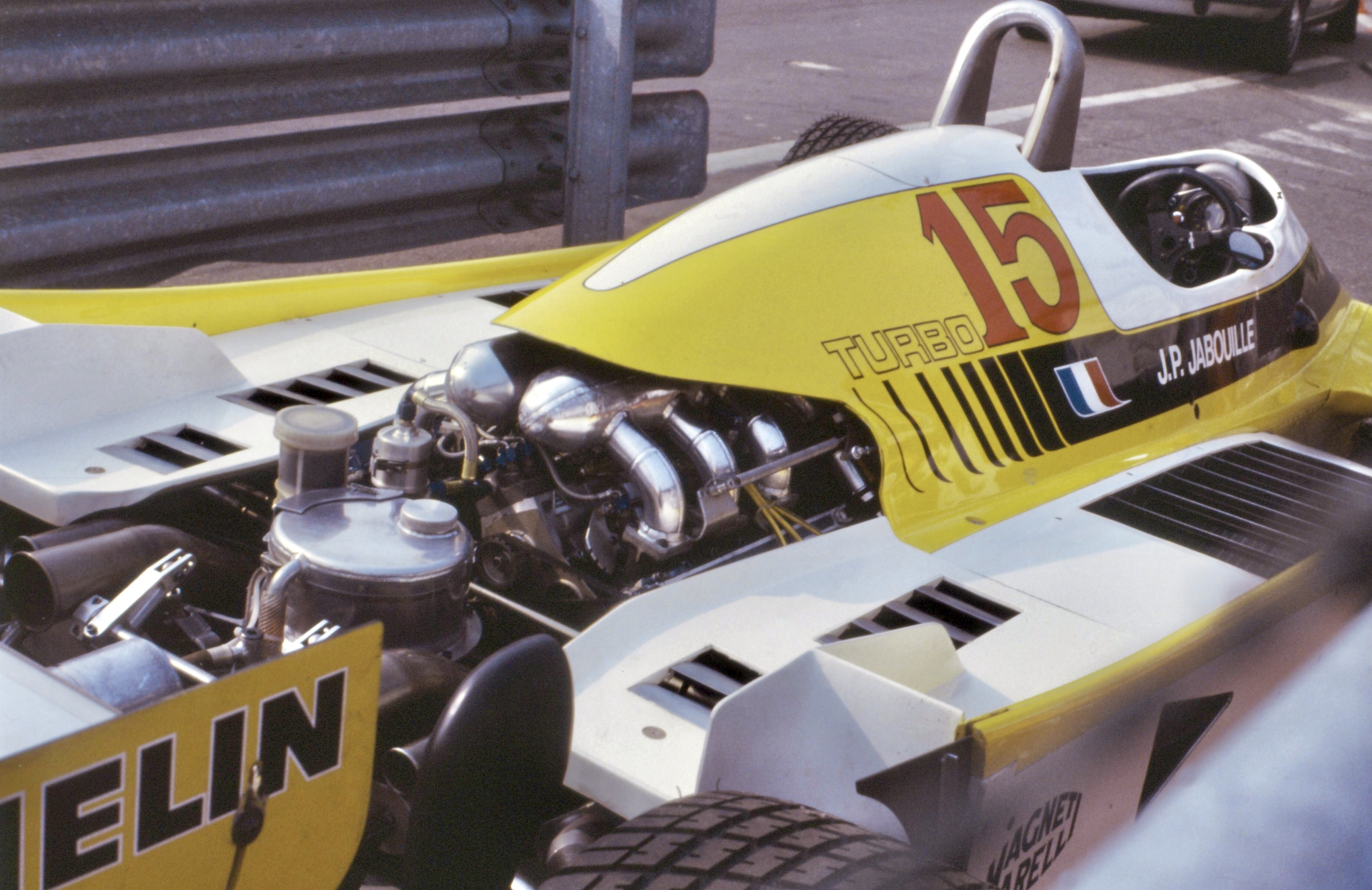
Der 1,5-Liter-V6-Turbomotor des Formel-1-Teams Équipe Renault von 1980: Mit einem Turbolader pro Zylinderbank bereitete Renault ab 1979 die breite Anwendung der Bi-Turbo-Technologie vor.

Bei der Versorgung mit dem Motoröl als Schmierstoff sowie dem Wasser, dem Öl oder dem Luftfluss zur Motorkühlung wird regelmäßig die Zylinderbank als Einheit betrachtet. Bei OHC- und DOHC-Motoren verfügt regelmäßig jede Zylinderbank über eine beziehungsweise zwei obenliegende Nockenwellen. Derart gesteuerte Motoren, häufig aber auch solche mit OHV- oder SV-Ventilsteuerung, besitzen einen Zylinderkopf pro Bank.
Früher waren bei mehreren Zylinderbänken mitunter je ein Vergaser pro Bank für die Gemischbildung zuständig, so beispielsweise bei dem Lagonda V12 von 1939 und den frühen Porsche 356 (je ein Einfachvergaser bis 1957). Die Zündung übernahmen häufig je ein Zündverteiler mit Zündspule oder ein Zündmagnet pro Bank, so bei den frühen Ferrari-Sport- und Rennsportwagen. Auch einfache Einspritzanlagen in Form der sogenannten Single-Point-Einspritzung steuerten und regelten die Gemischbildung und die Zündung oft bankweise. Bei modernen Einspritzanlagen mit einer Common-Rail-Technik für eine Direkteinspritzung des Kraftstoffs wird üblicherweise ein eigenes Rail je Zylinderbank eingesetzt. Ferner besitzt zumeist jede Zylinderbank einen eigenen Klopfsensor.
Der V12-Zylinder-Motor Typ M 120 von Mercedes-Benz aus dem Jahr 1991 nutzt beispielsweise je eine Bosch LH-Motronic je Zylinderbank, also zwei vollelektronische Einspritzanlagen mit Hitzdraht-Luftmassenmesser, die über einen gemeinsamen Datenkanal (CAN-Bus) miteinander verbunden sind. Auch die BMW-Zwölfzylindermodelle 750i und 850Ci verwendeten zu Beginn der 1990er Jahre je eine L-Jetronic mit digitaler Motorelektronik (DME) pro Zylinderbank, die mit weiteren Steuergeräten über einen CAN-Bus miteinander vernetzt sind.
Bei aufgeladenen Motoren verfügt oft jede Zylinderbank über einen eigenen Kompressor oder einen eigenen (kleineren), nur mit dem Abgas dieser Bank versorgten Turbolader, gelegentlich in der Sonderform einer Registeraufladung. Wichtige Pioniere bei dem Einsatz solcher Bi-Turbo-Motoren mit je einem Turbolader pro Zylinderbank waren die Hersteller Renault und BMW. Ersterer etablierte die Technik mit dem Motortyp 1.5 V6T im Bereich Rennsport/Benziner in den Formel-1-Rennwagen Renault RS10 bis RS14 in der Formel-1-Saison 1979; Letzterer führte ab Ende 1998 die Bi-Turbo-Aufladung mit dem Motortyp M67 bei den Dieselmotoren ein, einem V8-Direkteinspritzer in dem Modell 740d der Baureihe E38.
Abgasseitig besitzt regelmäßig jede Bank einen eigenen Fächerkrümmer und bei sogenannten komplett zwei-/mehrflutigen Auspuffanlagen einen eigenen Vor- und Endschalldämpfer mit separatem Endrohr. Alternativ werden die Abgasstränge aus zwei Bänken mittels eines Hosenrohrs y-förmig zu einer einflutigen Abgasanlage zusammengeführt. Bei modernen Motoren erhält zumeist jede Zylinderbank eigene motornahe (Vor-)Katalysatoren und bei komplett zwei-/mehrflutigen Abgasanlagen eine eigene Lambdasonde sowie einen eigenen Unterflur-/Hauptkatalysator, zum Teil je Bank ein Sekundärluftgebläse zur Abgasnachbehandlung in der Warmlaufphase.

### Praktische Auswirkungen
Die Anzahl der Zylinder in einer Zylinderbank und die Frage, wie mehrere Zylinderbänke eines Hubkolben-Verbrennungsmotors zueinander angeordnet sind, haben unmittelbaren Einfluss auf die Gestaltung der Kurbelwelle, der Nockenwellen und der Zündfolge. Zudem bestimmen sie, inwieweit sich die Massenkräfte und -momente erster und zweiter Ordnung ausgleichen, und damit den Laufkomfort des Motors, ebenso dessen Klang.
Form und Anordnung der Zylinderbänke haben ferner direkten Einfluss auf die Länge, Breite und Höhe des Motors sowie auf die Positionierung von Nebenaggregaten wie Vergaser, Komponenten der Einspritzanlage, Lichtmaschine, Pumpen, Filter, Lüfter, Klimakompressor, Turbolader und Verdichter (sogenanntes Package oder Bauraum-Management).

## Zylinderbankabschaltung

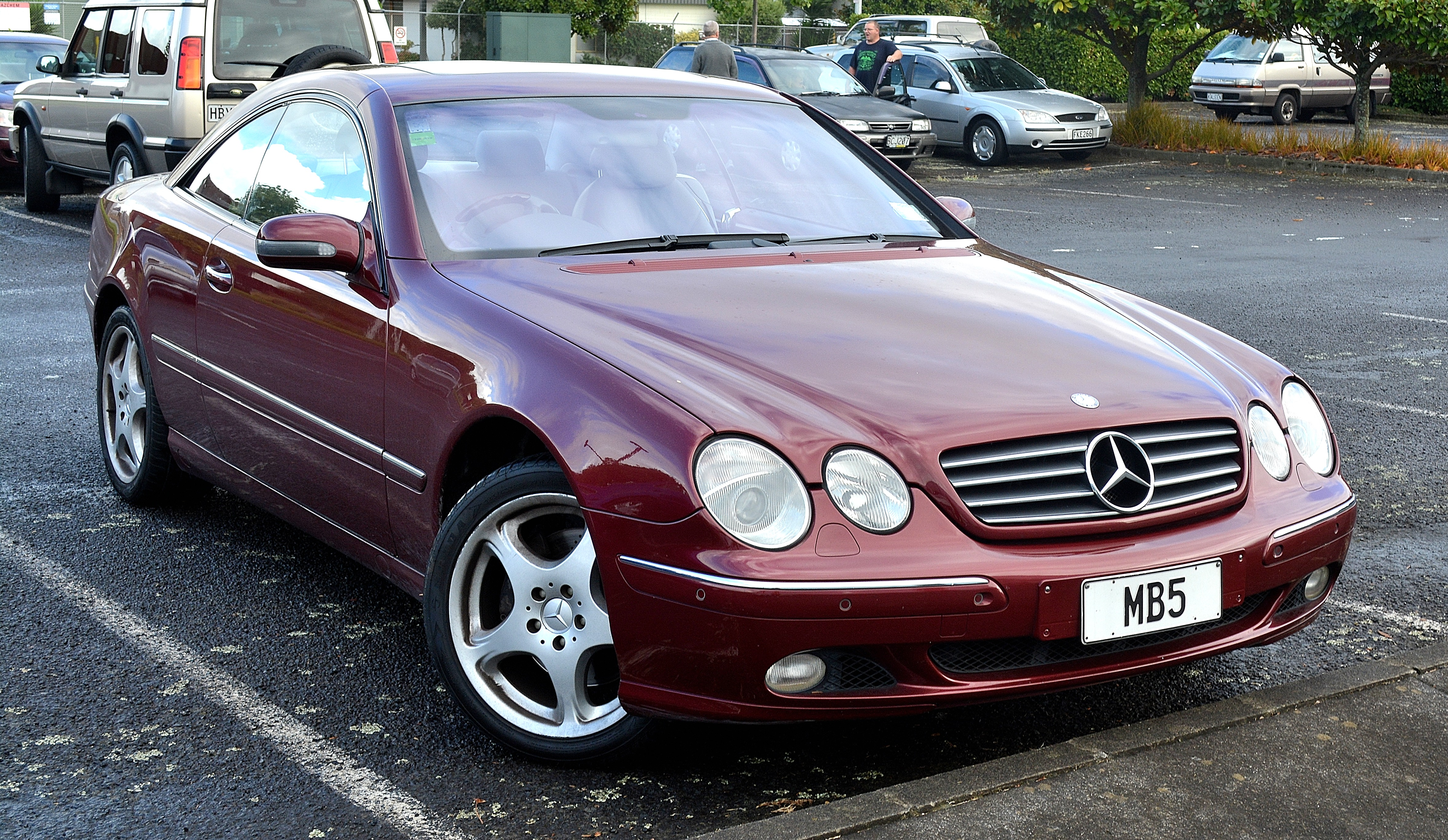
Ein Mercedes-Benz der Baureihe C 215 aus dem Jahr 2000. Bei der Zwölfzylinderversion CL 600 war erstmals ab Werk eine Zylinderbankabschaltung in Großserie gegen Aufpreis erhältlich.

Die Zylinderbankabschaltung ist ein technisches Mittel zur Verbrauchsreduzierung und eine spezielle Form der Zylinderabschaltung bei relativ leistungsstarken Motoren mit zwei (oder mehr) Zylinderbänken. Bei ihnen wird im Teillastbereich eine komplette Zylinderbank abgeschaltet. Bei herkömmlichen Konstruktionen mit einer gemeinsamen Kurbelwelle für mehrere Bänke bewegen sich zwar die Kolben der abgeschalteten Bank weiter; sie erbringen jedoch keine Arbeitsleistung mehr, weil den Brennräumen dieser Bank kein Kraftstoff mehr zugeführt wird beziehungsweise die Ventile dieser Bank geschlossen bleiben. Moderne Motoren nutzen dazu eine Steuerelektronik und ein Hydrauliksystem im Bereich der Ventile. Ein V8- oder V12-Motor arbeitet dann praktisch wie ein Reihenvier- beziehungsweise -sechszylinder.
Eines der ersten Automobile mit Zylinderbankabschaltung war der US-amerikanische Enger Twin-Six der Enger Motor Car Company mit 12 Zylindern von 1916/’17. Einer der ersten Automobilmotoren, bei dem in Großserie eine Zylinderbankabschaltung ab Werk zumindest gegen Aufpreis angeboten wurde, war der V12-Zylinder-Motor Typ M 137 von Mercedes-Benz ab 1999. Die Bankabschaltung war in den Oberklasse-Modellen S 600 L und CL 600 erhältlich. Schon vor dem Automobilbereich waren Zylinderbankabschaltungen bei Schiffsmotoren gebräuchlich.
Für eine Zylinderbankabschaltung eignen sich generell Triebwerke mit sechszylindrigen Bänken sowie sonstige V- und W-Motoren mit bestimmten Zylinderbankwinkeln. Auch nach dem Wegfall der Arbeitsleistung einer vollständigen Zylinderbank ermöglichen die hier verwendeten Kurbelwellen mit ihren typischen Kröpfungen eine ausreichende Drehgleichförmigkeit und einen hinreichenden Laufkomfort des Triebwerks. So entschied sich Mercedes-Benz zwar beim V12-Zylinder-Motor Typ M 137 im Teillastbereich für die Abschaltung einer vollständigen Zylinderbank, beim technisch eng verwandten V8-Zylinder-Motor Typ M 113 wegen des ungünstigen Bankwinkels hingegen für die Abschaltung von jeweils zwei Zylindern in beiden Bänken. Letzterer arbeitet also im Teillastbereich wie ein V4-Motor weiterhin mit beiden Zylinderbänken.

## Zylinderbankwinkel

Schematische Darstellungen eines Reihenmotors (a), eines V-Motors mit 90° Zylinderbankwinkel (b) und eines VR-Motors mit engem Zylinderbankwinkel und gemeinsamem Zylinderkopf für beide Bänke, hier ohne die heute übliche Schränkung der Zylinderbänke im unteren Bereich (c), jeweils von der Stirnseite aus gesehen.

Der Zylinderbankwinkel, auch einfach Bank- oder V-Winkel, mitunter auch Gabelwinkel genannt, ist bei zwei Zylinderbänken und einer gemeinsamen Kurbelwelle derjenige Winkel, mit dem die beiden Ebenen zueinander stehen, die jeweils durch die Längsachsen der zu einer Bank gehörenden Zylinder bestimmt werden. Ein solcher existiert insbesondere bei den V-Motoren, mit drei und mehr Zylinderbänken auch bei W-, X-, Y-, Doppel-V- und Reihenstern-Motoren. Bei Boxermotoren beträgt er per Definition 180°. Bei „echten“ Reihensternmotoren mit der Vorgabe gleichmäßiger Winkel ergibt er sich durch die Formel 360° geteilt durch die Anzahl der Zylinderbänke.
Typische Zylinderbankwinkel sind, in Abhängigkeit von der Anzahl der Zylinder pro Bank, 90°, 60°, 45° oder bei V2- (Buell, Voxan) und V10-Motoren auch 72°. Deren Vielfaches ergibt einen Vollkreis von 360° beziehungsweise einen vollständigen Durchlauf aller vier Takte eines Viertaktmotors von 720° Kurbelwinkel und ermöglicht dadurch einfache Kurbelwellenformen, gleichmäßige Zündabstände sowie einen guten Massenausgleich. Bei VR-Motoren beträgt der Zylinderbankwinkel üblicherweise nur zwischen 10° und 15°.
Häufig lassen sich im Raum zwischen den Zylinderbänken, außer bei den VR-Motoren, die für die Gemischbildung und den Einlass erforderlichen Triebwerkskomponenten platzsparend unterbringen. Allerdings ist für manche Motoren ein Zylinderbankwinkel von 60° (und weniger) zu eng, um im Zylinder-V ausreichend lange Saugrohre unterbringen zu können, wie sie für hubraum- und leistungsstarke Motoren wünschenswert sind. Auch moderne Konstruktionen mit variablen Saugrohrlängen, die einen optimierten Drehmomentverlauf ermöglichen, werden hierdurch erschwert.
So ließen sich bei dem 6,0-Liter-V12-Zylinder-Motor Typ M 120 von Mercedes-Benz aus dem Jahr 1991 die Saugrohre wegen des engen Zylinderbankwinkels von 60° nicht zwischen den Zylinderbänken unterbringen. Die Sammelrohre liegen deshalb verschränkt gegenüber den dazugehörigen Zylinderbänken.
Gebräuchlicher ist der weitgehend synonym beziehungsweise als Oberbegriff verwendete Ausdruck Zylinderwinkel. Dieser passt auch für solche Hubkolben-Verbrennungsmotoren, die ohne Zylinderbänke konstruiert sind, bei denen die Zylinder also einzeln um die Kurbelwelle angeordnet sind, wie V2-Motoren, Zweizylinder-Boxer sowie Stern- und Mehrfachstern-Motoren.
Der Zylinder(bank)winkel ist zu unterscheiden von anderen Winkeln, die bei der Konstruktion und dem Einbau von Motoren eine wichtige Rolle spielen, so dem Ventilwinkel und dem Neigungswinkel. Ersterer ist derjenige Winkel, in dem die Ein- und Auslassventile zueinander stehen, was die Brennraumform beeinflusst. Letzterer ist derjenige Winkel, mit dem eine Zylinderbank um die Längsachse der Kurbelwelle gegen die Senkrechte geneigt in ein Fahrzeug eingebaut wird, um die Bauhöhe oder den Fahrzeugschwerpunkt zu senken.

## Zylinderbankversatz

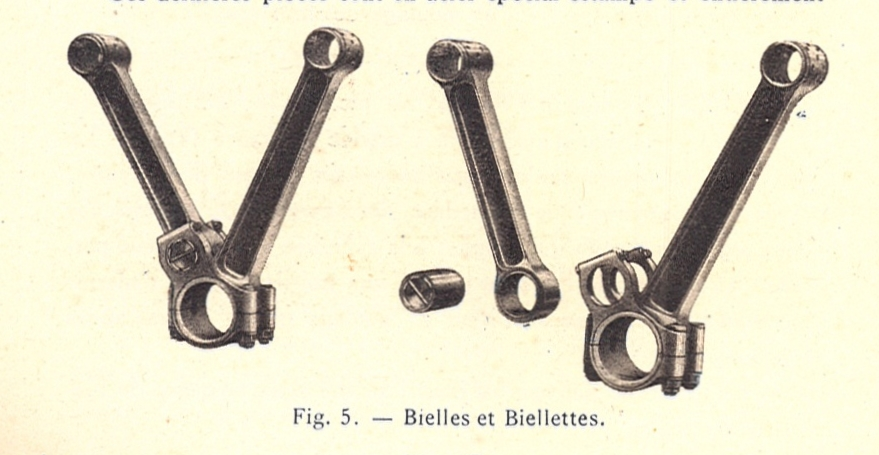
Der Aufbau eines Pleuels mit Anlenkpleuel am Beispiel eines frühen Renault-V-Flugmotors. Der sonst übliche Zylinderbankversatz kann hierdurch verhindert und die Kurbelwelle kürzer gehalten werden.

Der Zylinderbankversatz, auch einfach Bankversatz genannt, ist eine konstruktive Besonderheit bei Hubkolben-Verbrennungsmotoren mit mehreren Zylinderbänken entlang einer Kurbelwelle und bezeichnet diejenige Länge, um die zwei Zylinderbänke aus konstruktiven Gründen auf der Längsachse entlang der Kurbelwelle gegeneinander verschoben sind.
Bei herkömmlichen, typischen V-Motoren, bei denen die beiden Pleuel eines V-Zylinderpaares jeweils an demselben Hubzapfen angelenkt sind, entspricht der Zylinderbankversatz regelmäßig zumindest der Pleuelbreite. Für entsprechend aufgebaute W-, X-, Y-, Doppel-V- und Reihenstern-Motoren vergrößert sich der Versatz der hinzukommenden Zylinderbänke mit jedem zusätzlichen Pleuel auf demselben Hubzapfen zumindest um jeweils eine weitere Pleuelbreite.
Sind die Pleuel eines V-Motors dagegen – vergleichbar einem Reihenmotor – auf unterschiedliche Hubzapfen verteilt (atypische V-Motoren, oft mit ungewöhnlichen, insbesondere kleinen Zylinderbankwinkeln), erhöht sich der Zylinderbankversatz regelmäßig zumindest noch um die Länge der Kurbelwellenzwischenwange, die zwischen diesen beiden Pleueln liegt. Entsprechendes gilt für Boxermotoren, bei denen die Pleuel eines gegenüberliegenden Zylinderpaares definitionsgemäß an unterschiedlichen Hubzapfen angelenkt sind.
Bei VR-Motoren mit ihren prinzipbedingt kleinen Zylinderbankwinkeln sind die Pleuel jedes Zylinders im Interesse eines runden Motorlaufs regelmäßig auf einem eigenen Hubzapfen angelenkt. Ein Zylinderversatz um bloß eine Pleuelbreite und die Länge der Kurbelwellenzwischenwange reicht bei ihnen jedoch oft nicht aus, weil sich die Zylinder beider Bänke aufgrund des geringen Zylinderbankwinkels im unteren Bereich dennoch verschneiden könnten.
Mögliche Lösungen sind einzeln oder im Verbund:
- eine Vergrößerung des Bankversatzes,[10] wodurch jedoch der Baulängenvorteil des VR-Motors gegenüber einem herkömmlichen Reihenmotor teilweise wieder verlorengeht,
- die Verlängerung der Pleuel und damit die Vergrößerung der Deckhöhe,[10] wodurch der VR-Motor jedoch nochmals schwerer wird, oder
- eine Schränkung der Zylinderbänke. Dabei werden die beiden Zylinderbänke im unteren Bereich geringfügig nach außen versetzt. Dadurch schneiden sich die beiden Ebenen, die durch die Zylinderlängsachsen der jeweiligen Bank gebildet werden, nicht wie üblich in der Kurbelwellenlängsachse,[8][33] sondern darunter, was die Materialbelastung erhöht.

Der Zylinderbankversatz liegt bei Motoren für Automobile und Motorräder typischerweise im geringen Zentimeterbereich. So beträgt er bei dem 6,0-Liter-V12-Zylinder-Motor Typ M 120 von Mercedes-Benz aus dem Jahr 1991 nur 20 Millimeter. Der Zylinderbankversatz beeinflusst direkt die Baulänge des Triebwerks und muss daher bei der Bemessung des Motorraums berücksichtigt werden, beim Quereinbau in der Motorraumbreite. Ferner kann sich der Zylinderbankversatz auf die Nockenwelle(n) und ihren Antrieb sowie auf die Positionierung von Nebenaggregaten auswirken.
Um einen Zylinderbankversatz zu verhindern, können alternativ verschiedene konstruktive Mittel eingesetzt werden:
- Anlenkpleuel (das zweite Pleuel des V-Zylinderpaares beziehungsweise die weiteren Pleuel eines W-, X-, Y-, Doppel-V- oder Reihenstern-Motors sind nicht an dem Hubzapfen angelenkt, sondern am ersten Pleuel, so vielfach bei aufwendigen Reihensternmotoren),
- Gabelpleuel mit Gabelung zur Kurbelwellenlängsachse (das zweite Pleuel des V-Zylinderpaares besitzt zwei parallele Pleuelfüße, zwischen denen das erste Pleuel angelenkt ist, so beispielsweise bei älteren Harley-Davidson-Motoren),
- Gabelpleuel mit Gabelung quer zur Kurbelwellenlängsachse (das Pleuel verzweigt oberhalb des Pleuelfußes Y-förmig in beide Zylinderbänke) oder
- Pleuel mit geschränkter Pleuelstange (bei denen das obere und das untere Pleuelauge durch eine spezielle Gestaltung des Pleuelschafts entsprechend versetzt sind).

Jeder dieser Ansätze erhöht jedoch den konstruktiven Aufwand und die Belastung des Materials. Das Anlenkpleuel hat (geringfügig) unterschiedliche Kolbenhübe der Zylinderbänke zur Folge.
Gebräuchlich ist neben dem Begriff Zylinderbankversatz auch der weitgehend synonym beziehungsweise als Oberbegriff verwendete Ausdruck Zylinderversatz. Dieser passt auch für solche Motoren, die ohne Zylinderbänke konstruiert sind, bei denen die Zylinder also einzeln um die Kurbelwelle angeordnet sind, wie V2- und Zweizylinderboxer- sowie Stern- und Mehrfachstern-Motoren.